# 高山克彥
高山克彥（本名），日本男性動畫劇本家，使用同音化名活動。

## 經歷
在專門學校東京映像藝術學院畢業，早期跟川崎裕之參與機械動畫的劇本製作，後期亦有跟隨金卷兼一參與奇幻作品，為其累積相關經驗。於2003年首次擔任系列構成，作品為《星空防衛隊》（ストラトス・フォー）。
有當地火藥處理的認證，常協助SHAFT製作實寫爆破畫面。留著可以過腰的長髮。

## 參與作品

### 電視動畫
| 年份   | 中文標題                                            | 日文標題                 | 擔當話數                                                                  |
| ------ | --------------------------------------------------- | ------------------------ | ------------------------------------------------------------------------- |
| 1994年 | 勇者警察                                            |                          | 劇本（第39話） 設定考證                                                   |
| 1995年 | 爆走獵人                                            |                          | 劇本（第18、23話）                                                        |
| 1998年 | 魔法陣都市                                          |                          | 劇本 科幻文藝 PC畫像處理                                                  |
| 2000年 | 櫻花大戰TV                                          |                          | 劇本（第6、11話）                                                         |
| 2000年 | 新戀愛白書                                          |                          | 劇本（第9話）                                                             |
| 2000年 | 純情房東俏房客                                      |                          | 劇本（第12、17話）                                                        |
| 2001年 | 永恆傳奇 THE ANIMATION                              |                          | 劇本（第3、9話）                                                          |
| 2001年 | 光劍星傳EX                                          |                          | 劇本（第6、11、15話）                                                     |
| 2001年 | 頑皮小白貂                                          |                          | 劇本（第5A、9A、14B、17B、23A、30B、33B、35B、37B、40A、44A、47B、49B話） |
| 2001年 | 娜姬卡電擊大作戰                                    |                          | 劇本（第4、6話）                                                          |
| 2003年 | 星空防衛隊                                          |                          | 系列構成 劇本（第1－4、7、10、12－13話）                                  |
| 2003年 | 鼠輩怪盜                                            | MOUSE                    | 劇本（第7、8話）                                                          |
| 2003年 | 魔偵探洛基 RAGNAROK                                 |                          | 劇本                                                                      |
| 2003年 | 鋼之鍊金術師                                        |                          | 劇本（第9、19－20、27、37話）                                             |
| 2003年 | 你所期望的永遠                                      |                          | 劇本（第5、8、11話）                                                      |
| 2003年 | 青出於藍～緣～                                      |                          | 劇本（第3話）                                                             |
| 2004年 | B傳說！戰鬥彈珠人                                   |                          | 劇本（第7、16、25、29、34、35話）                                         |
| 2004年 | 神魂合體Godannar!! SECOND SEASON                    |                          | 劇本（第18－19、21－22話）                                                |
| 2004年 |                                                     | 劇本（第2、4－5、7話）   |                                                                           |
| 2004年 | 抓鬼天狗幫                                          | tactics                  | 劇本（第3話）                                                             |
| 2005年 | 武器種族傳說                                        |                          | 劇本（第4、6－7、13話）                                                   |
| 2005年 | 嬉皮笑園                                            |                          | 劇本（第4、10、12、17、22、25話） 第24話特攝監督                          |
| 2005年 | SHUFFLE!                                            | SHUFFLE!                 | 劇本（第5、8、11、19－20話）                                              |
| 2006年 | 仰望半月的夜空                                      |                          | 系列構成 全話劇本                                                         |
| 2006年 | ZEGAPAIN                                            |                          | 劇本（第9、15、18、23話）                                                 |
| 2006年 | 機神咆吼 DEMONBANE                                  |                          | 劇本（第6－8話）                                                          |
| 2006年 | 涅吉！？                                            |                          | 劇本（第4－6、8－9、19、21、25話） 第9話特攝監督                          |
| 2007年 | 星界死者之書                                        |                          | 劇本（第2、12－13話）                                                     |
| 2007年 | 絕望先生                                            |                          | 劇本（第2、4－5、7、12話） 第12話特攝監督                                 |
| 2007年 | ef - a tale of memories.                            | ef - a tale of memories. | 系列構成 全話劇本                                                         |
| 2007年 | 向陽素描                                            |                          | 特別編1特攝監督                                                           |
| 2008年 | 俗・絕望先生                                        |                          | 劇本                                                                      |
| 2008年 | ef - a tale of melodies.                            | ef - a tale of melodies. | 系列構成 全話劇本                                                         |
| 2008年 | 食靈-零-                                            |                          | 系列構成 全話劇本                                                         |
| 2009年 | 夏日風暴                                            |                          | 系列構成 劇本（第1－5、8－9、12－13話） 第5話特攝監督 （第8話「」名義）   |
| 2009年 | 夏日風暴 春夏冬中                                   |                          | 系列構成 劇本（第1－3、9－10、13話） 第8話特攝監督                        |
| 2009年 | 懺・絕望先生                                        |                          | 劇本 第12特攝監督                                                         |
| 2010年 | 笨蛋，測驗，召喚獸                                  |                          | 系列構成 全話劇本                                                         |
| 2010年 | 吸血鬼同盟                                          |                          | 第7話特攝監督                                                             |
| 2010年 | 玩伴貓耳娘                                          |                          | 系列構成、全話劇本                                                        |
| 2010年 | 女僕咖啡廳                                          |                          | 系列構成 劇本（第1－4、9－12話）                                          |
| 2011年 | 笨蛋，測驗，召喚獸二！                              |                          | 系列構成 劇本（第1－2、5－10話）                                          |
| 2011年 | 請認真的和我戀愛！！                                |                          | 系列構成 劇本                                                             |
| 2011年 | 未來日記                                            |                          | 系列構成 劇本                                                             |
| 2012年 | 黃昏乙女×失憶幽靈                                   |                          | 系列構成                                                                  |
| 2014年 | 農林                                                |                          | 劇本（第6話）                                                             |
| 2014年 | ALDNOAH.ZERO                                        |                          | 系列構成 劇本（第4－12話）                                                |
| 2014年 | 臨時女友                                            |                          | 劇本（第5話）                                                             |
| 2015年 | 絕命制裁X                                           |                          | 系列構成 劇本（第1話）                                                    |
| 2015年 | 境界之輪迴                                          |                          | 劇本（第3、7、10話）                                                      |
| 2015年 | 城下町的蒲公英                                      |                          | 劇本（第4、7－8、15、20、24話）                                           |
| 2016年 | 境界之輪迴 第二季                                   |                          | 劇本（第27、33話）                                                        |
| 2016年 | 重裝武器                                            |                          | 劇本（第16、20－22話）                                                    |
| 2016年 | 至高指令                                            |                          | 系列構成 全話劇本                                                         |
| 2016年 | 聖潔天使                                            |                          | 系列構成 全話劇本                                                         |
| 2017年 | 重啟咲良田                                          |                          | 系列構成                                                                  |
| 2017年 | 側車搭檔                                            |                          | 系列構成 全話劇本                                                         |
| 2018年 | 宅飲                                                |                          | 系列構成 全話劇本                                                         |
| 2018年 | 軒轅劍 蒼之曜                                       |                          | 系列構成 全話劇本                                                         |
| 2021年 | 世界頂尖的暗殺者轉生為異世界貴族                    |                          | 系列構成 全話劇本                                                         |
| 2021年 | 魔法紀錄 魔法少女小圓外傳 2nd SEASON -覺醒前夜-     |                          | 系列構成 劇本（第1、2、3、4、7、8話）                                     |
| 2021年 | 三角窗外是黑夜                                      |                          | 劇本（第2、4、7、9話）                                                    |
| 2022年 | 怪人開發部的黑井津小姐                              |                          | 系列構成 全話劇本                                                         |
| 2022年 | 魔法紀錄 魔法少女小圓外傳 Final SEASON -淺夢的黎明- |                          | 系列構成 劇本（第2、3、4話）                                              |
| 2023年 | TechnoRoid 超越意志                                 |                          | 劇本（第4、7話）                                                          |
| 2023年 | 我們的雨色協議                                      |                          | 系列構成 全話劇本                                                         |
| 2023年 | OVERTAKE                                            |                          | 劇本（第8、10、11話）                                                     |
| 2024年 | 最弱魔物使開始了撿垃圾之旅。                        |                          | 系列構成                                                                  |
| 2024年 | 魔王殿下 RETAY！R                                   |                          | 系列構成 腳本                                                             |

### OVA
- 天使夜未眠Ⅲ（アーシアンⅢ，劇本）
- 爆笑吸血鬼（マスターモスキートン，劇本）
- Psychic Force（サイキックフォース，劇本）
- 機神咆吼DEMONBANE（機神咆吼デモンベイン PS2版付属OVA，劇本）
- 痴漢十人隊 THE ANIMATION（痴漢十人隊 THE ANIMATION，系列構成、劇本）
- 星空防衛隊 X系列（ストラトス・フォー Xシリーズ，系列構成、劇本）
- 星空防衛隊 ADVANCE（ストラトス・フォー アドヴァンス，系列構成、劇本）
- Pico系列（シリーズぴこ，系列構成、劇本，2006年）
- 少年男僕庫洛 天使之歌（少年メイドクーロ君 ~天使の歌~，劇本，2010年）
- 未來日記 OAD（未来日記 OAD，劇本，2010年）
- 笨蛋，測驗，召喚獸 〜祭〜（バカとテストと召喚獣 〜祭〜，系列構成、劇本，2011年）
- 妄想改造人改藏（かってに改蔵，系列構成、全話劇本，2011年）
- STAR☆jewel（劇本，2011年）
- 科學化學症候群（カガクなヤツら，劇本，2013年）
- 至高指令（ビッグオーダー，系列構成、劇本，2015年）

### 廣播劇
- 氣象精靈記（気象精霊記，劇本）

## 外部連結
- http://have-you-afternoon.tea-nifty.com/ （页面存档备份，存于）